# Sekundærrute 437
Sekundærrute 437 er en syd- og sønderjysk landevej, der går fra Jels i Vejen Kommune og strækker sig 28 kilometer igennem byerne Rødding og Sønder Hygum, hvorefter landevejen ender i Danmarks længste hovedvej; Primærrute 11 i Ribe i Esbjerg Kommune.

Trods den ikke så lange strækning, er det en vigtig vej for indbyggere i området. De pendler mellem Ribe og Jels, Rødding og Kolding og Ribe og Rødding. Ruten er ikke specielt godt vedligeholdt. Vejen er blandt andet med til at aflaste Primærrute 32, der går mellem Kolding og Ribe.